# 문소 김씨
문소 김씨(聞韶金氏)는 한국의 성씨이다.
시조 김식(金湜)은 김알지의 후손으로 전해진다.

## 참고 자료
- “문소김씨(聞韶金氏)”. 뿌리를 찾아서.[깨진 링크(과거 내용 찾기)]